# I will rejoice in the Lord
I will rejoice in the Lord is een compositie van Alan Hovhaness.
Het is een toonzetting van de teksten 3:18 en 3:19 uit Habakuk. Hovhaness leende voor zijn stukken teksten uit allerlei christelijke religies. Het ging hem daarbij niet om het geloof, maar om de spiritualiteit.
I will rejoice in the lord is geschreven voor SATB: eenstemmig sopranen, eenstemmig alten, eenstemmig tenoren en eenstemmig baritons, begeleid door kerkorgel of piano. 
Aangezien Hovhaness dit soort stukken aan de lopende band schreef en nogal eens oude stukken opnieuw inzond naar zijn uitgever is niet exact bekend wanneer dit werk geschreven is. 